# Eosentomon ailaoense
Eosentomon ailaoense är en urinsektsart som beskrevs av Imadaté, Yin och Xie 1995. Eosentomon ailaoense ingår i släktet Eosentomon och familjen trakétrevfotingar. Inga underarter finns listade i Catalogue of Life.